# Callirhipis longicornis
Callirhipis longicornis is een keversoort uit de familie Callirhipidae. De wetenschappelijke naam van de soort werd in 1877 gepubliceerd door Charles Owen Waterhouse. De soort komt voor op de Andamanen en Nicobaren.